# Alceu Elias Feldman
Alceu Elias Feldmann (Santa Catarina, c. 1949) é um empresário e engenheiro agrônomo brasileiro. Fundador da Fertipar, empresa de fertilizantes, detém cerca de 85% de suas ações, servindo também como seu CEO. De acordo com a revista Forbes, é uma das pessoas mais ricas do Brasil, ocupa a 17ª posição na lista, com um patrimônio estimado em 2022 de US$ 2,5 bilhões.

## Biografia
Natural de uma pequena cidade em Santa Catarina, Feldmann formou-se em agronomia pela Universidade Federal do Paraná (UFPR). Iniciou a sua trajetória profissional como vendedor de fertilizante na Ultrafértil.
Devido ao trabalho como vendedor, ele viajou por diversas regiões do Brasil, o que fez conhecer diferentes cadeias produtivas, motivando-o a criar sua própria empresa de fertilizantes. Durante esse período, identificou, no Rio Grande do Sul, a necessidade crucial de algumas empresas de importar uma significativa parte da matéria-prima. Foi então que, em 1980, começou a Fertipar em um armazém alugado, na cidade de Paranaguá, localização estratégica, próxima ao principal porto importador de fertilizantes do Brasil até os dias atuais.